# Long Hot Summer
"Long Hot Summer" (em português: Longo Verão Quente) é o título do 9° single do grupo pop britânico Girls Aloud, e o primeiro do seu terceiro álbum de estúdio, Chemistry. O single foi lançado em 22 de agosto de 2005 pela gravadora Polydor Records.

## Lançamento e recepção
"Long Hot Summer" é uma típica música de verão. Uma versão ao vivo da canção no evento G-A-Y com letra diferente foi lançada exclusivamente no iTunes.
O jornal "The Sentinel" definiu-a como uma canção "bem-produzida, com uma batida empolgante, e com um refrão forte".
A canção havia sido destinada ao lançamento da trilha sonora do filme Herbie: Fully Loaded, de 2005. No entanto, os planos foram cancelados, mas ainda assim o videoclipe da música teve uma temática de carros, com as garotas aparecendo como mecânicas.

## Videoclipe
O vídeo de "Long Hot Summer" começa com cenas das garotas vestindo macacões, trabalhando em uma oficina chamada "GA Auto". De acordo com o título da canção, é um dia quente, por isso as meninas estão tentando esfriar a si próprias enquanto trabalham. Cada garota tira seu macacão, e está vestindo uma roupa sensual por baixo. Daí em diante, as garotas desenvolvem a coreografia em cenas onde as cinco aparecem juntas. No final, a porta da oficina se abre, e as cinco saem, terminando o então o clipe.
Em 2007, os telespectadores do canal FHM TV votaram em "Long Hot Summer" como o terceiro videoclipe mais sexy de todos os tempos.

## Faixas e formatos
Esses são os principais formatos e tracklists lançados do single de "Long Hot Summer".
| #                            | Título                                       | Duração |
| ---------------------------- | -------------------------------------------- | ------- |
| UK CD1 (Polydor)             |                                              |         |
| 1.                           | "Long Hot Summer"                            | 3:52    |
| 2.                           | "Love Machine" (Live at Hammersmith Apollo)  | 4:55    |
| UK CD2 (Polydor)             |                                              |         |
| 1.                           | "Long Hot Summer"                            | 3:52    |
| 2.                           | "Long Hot Summer" (Benitez Beats)            | 5:12    |
| 3.                           | "Real Life" (Live at Hammersmith Apollo)     | 3:52    |
| 4.                           | "Long Hot Summer" (Video)                    | 3:59    |
| 5.                           | "Long Hot Summer" (Karaoke)                  | 3:59    |
| 6.                           | "Long Hot Summer" (Jogo)                     |         |
| UK Vinyl single 3 (Polydor)  |                                              |         |
| 1.                           | "Long Hot Summer"                            | 3:52    |
| 2.                           | "Long Hot Summer" (Tony Lamezma Rides Again) | 7:12    |
| 3.                           | "Jump" (Almighty Remix)                      | 7:34    |
| Download exclusivo no iTunes |                                              |         |
| 1.                           | "Long Hot Summer" (Live at G-A-Y)            | 3:52    |

### Versões
Essas são as versões oficiais e remixes realizados em suas respectivas tracklists:
| Versão                   | Onde foi lançado                                                                |
| ------------------------ | ------------------------------------------------------------------------------- |
| Album Version            | "Long Hot Summer" single, Chemistry, The Sound of Girls Aloud                   |
| Benitez Beats            | "Long Hot Summer" single                                                        |
| Tony Lamezma Rides Again | "Long Hot Summer" single                                                        |
| Video                    | "Long Hot Summer" single, What Will The Neighbours Say? Live (DVD), Style (DVD) |
| Live at G-A-Y            | Download exclusivo no iTunes                                                    |

## Desempenho nas paradas
"Long Hot Summer" estreou em sétimo lugar no UK Singles Chart, sendo essa a máxima posição que o single atingiu, passando apenas quatro semanas no Top 40.  Na Irlanda, o single atingiu apenas o décimo sexto lugar, passando seis semanas no Top 40.

### Posição nas Paradas
| Chart (2005)                | Posição |
| --------------------------- | ------- |
| Reino Unido - Singles Chart | 7       |
| Irlanda                     | 16      |
| Grécia                      | 30      |
| Polónia                     | 90      |